# 苏特费尔德
苏特费尔德是德国下萨克森州的一个市镇。总面积5.06平方公里，总人口1472人，其中男性722人，女性750人（2011年12月31日），人口密度291人/平方公里。